# Gaj Zuzowski
Gaj Zuzowski – wieś w Polsce położona w województwie łódzkim, w powiecie radomszczańskim, w gminie Przedbórz.
W latach 1975–1998 miejscowość administracyjnie należała do województwa piotrkowskiego.
Wierni Kościoła rzymskokatolickiego należą do parafii św. Aleksego w Przedborzu.